# 이원용 (1891년)
이원용(李源用, 1891년 4월 11일 ~ 1945년 10월 25일(?) 또는 10월 19일(?))은 조선 사람이며 일제강점기의 교육자, 기업인이다. 자(字)는 대진(大進), 다른 이름은 원평(源平), 일본식 이름은 하타니 겐페이(羽谷源平)이다. 본관은 우계(羽溪)이다. 1911년~ 1919년 보통학교(초등학교) 부훈도(준교사), 1923년 ~ 1924년 보통학교 훈도(교사)를 역임했다.
1911년 공립 여수보통학교 부훈도, 공립 여수보통학교 본과 부훈도 취급사무, 1912년 진도공립보통학교 부훈도, 1918년 해남공립학교 부훈도, 1919년 조선공립보통학교 부훈도로 의원면직하였다. 1923년 경북 고령공립보통학교 훈도, 1924년 고령보통학교 교원촉탁 등을 역임했으며 이후 기업인으로 활동했다. 1937년부터 강화양조주식회사의 대표이사였고, 1939년, 1941년에 재선임되었다. 안산, 시흥 지역에 초지보통학교를 설립한 이민선의 아들이다.

## 생애

### 출생과 가계
아버지는 인천부주사, 인천감리서 주사, 외부주사, 안산군군주사를 지낸 이민선이고, 어머니는 경주배씨로 배영선(裵永善)의 딸이다. 아버지 이민선은 관직에서 퇴임한 후, 1906년 5월 시흥군 와리면 초지리(현, 안산시 상록구 초지동)에 초지보통학교를 설립했다. 생 조부는 이재성(李在星)이고, 양 조부는 그의 형 이재응(李在應)인데, 이재성의 차남 이민선은 세 번 결혼하고도 딸만 낳은 이재응에게 양자로 입양되었다.
고조부는 조선 순조 때 조선통신사의 수행원으로 일본을 왕래한 태화 이현상이고 , 증조부는 순조 때 청나라에 파견된 취미 신재식(翠微 申在植)의 자제군관으로 연경을 다녀온 분서 이봉녕(李鳳寧)이다. 이상우의 8대손이다.
그와 함께 강화양조 등의 기업 경영에 참여한 이원황은 그의 친형이었고, 면협의원, 초지리 구장을 역임한 이원종은 친동생이며, 이천응은 그의 매제였다. 이원형(李源馨), 대한제국 말기 전라북도관찰사부 주사를 지낸 이원흥은 그의 이복 형이었다. 또한 강화군수, 김포군수를 역임하고 해방 후 서울특별시의회 시의원을 역임한 이원찬은 그의 6촌 동생이 된다.
1906년(광무 10년) 5월 아버지 이민선이 안산군 와리면 초지리에 세운 초지보통학교에 입학했다. 1908년(융희 2년) 1월 25일 1907학년도의 제2기 시험에서 고등부 우등 중 한 사람이었다. 1908년 3월 30일의 초지보통학교 졸업시험에서 우등하였다. 졸업시험의 우등은 이원황, 이원용 2명이고 급제(及第)는 송하영(宋夏永), 이원형(李源馨) 등이었다 한다.

### 보통학교 훈도, 부훈도 재직
1911년 공립여수보통학교 본과 부훈도(公立麗水普通學校本科副訓導)였다. 1911년 7월 5일 공립여수보통학교 본과 부훈도 사무취급(公立麗水普通學校本科副訓導事務取扱) 겸 촉탁(囑託)에 임명되고, 월 수당 15원 호봉을 받았다. 이후 여수보통학교(후일의 여수서초등학교)에 재직하다가 1912년 진도공립보통학교에 부훈도로 부임, 1917년까지 근무했다. 1913년 9월 19일 경성부 종로구 종로 4정목 102번지 사는 김윤식(金潤殖, 당시 23세)이 종로구 예지동 그의 집에서 물감 15원어치를 절도했다가 발각돼, 검사국에 압송되었다.
1918년 해남공립보통학교(후일의 해남동초등학교) 부훈도로 부임, 1919년까지 근무했다. 1919년 3월 15일 조선공립보통학교 부훈도로 급8급봉을 받고, 같은 날 의원면직하였다. 1923년 고령공립보통학교의 훈도, 1924년 고령공립보통학교의 교원촉탁(敎員囑託)직을 역임했다. 뒤에 경성부 종로구역 훈정동 118번지로 이주해서 생활하였다.
1931년 5월 31일 경기도 강화군 부내면 신문리 205-206에 강화양조(江華釀造) 주식회사의 주주이자 이사로 선임되었다. 회사 대표는 이원황(李源璜)이고, 중역 전무이사는 이원찬(李源讚), 이근호(李根鎬), 이천응(李天應), 이원용은 공동 이사, 감사는 노상기(盧相基), 이정원(李貞媛), 지배인은 장길환(張吉煥)이었다.

### 기업 경영 활동
1934년 9월 10일 이천응 등과 경성부 종로구 종로 4정목 49번지에 이천자동차 주식회사(利川自動車)를 설립하고, 회사 지배인이 되었다. 동시에 그는 이천자동차주식회사의 주주의 한 사람이었다. 1937년 5월 22일 이천자동차주식회사 주주들이 모여 회사 청산을 결의, 당시 훈정동 92번지에 살던 이천응과 훈정동 118번지에 살던 이원용을 청산인으로 선임했다.
1937년 2월 15일 경성부 장사동 23번지 1정목에 자동차 수리, 정비, 자동차 부품 교체 및 부품판매를 하는 히카리 모터스(ヒカリモータース)의 설립에 참여, 훈정동 92-2번지에 살던 이천응, 훈정동 9번지에 살던 이원찬, 노상기(盧相基), 김성운(金成雲), 연제홍(延濟鴻)과 함께 취체역에 선임되었다. 감사로는 신현구(申鉉九), 이상호(李鎬湘)가 선임되었다. 당시 그는 훈정동 118번지에 거주 중이었다. 2월 15일 히카리모터스의 중역 이사의 한 사람이었다. 이사는 이원찬(李源讚), 이원용(李源用), 노상기(盧相基), 감사는 신현구(申鉉九), 이원영(李源瑛), 지배인은 이명규(李明圭)였다.
1937년 2월 27일 히카리택시주식회사를 설립에 참여했다. 회사 설립 공고와 함께 주주 모집 공고를 같이 게재, 1주당 20원이었고 조선일보, 시대일보에도 개제하였다 한다. 이천응, 이정원, 노상기(盧相基), 감사는 신현구(申鉉九), 이두용(李斗鎔)이고, 대표는 이천응이었다. 2월 27일 택시 및 운수 창고업,여객대절 자동차영업회사 히카리택시주식회사의 이사 겸 지배인에 임명되이었다. 4월 1일 이천자동차 주식회사의 회사 지배인이 되었다. 같은 날 강화양조 지배인 이사에 임명됐다.
1937년 7월 31일 강화양조주식회사(江華釀造株式會社) 주주 정기총회에서 이원황, 이원찬을 대표이사 취체역에서 해임하고 감사역에서 이정원을 해임하고, 동일부로 그는 신임 대표이사 취체역이 되었다. 이정원을 신임 취체역, 감사역에 이명규(李明圭)를, 취체역에 김근호(金根鎬)를 다시 재선임하였다.
1939년 2월 27일 대륙상공주식회사(大陸商工株式會社)에서 신현구(申鉉九), 이두용(李斗鎔)이 퇴임하고, 동일부로 감사역에 권농동 141번지에 사는 이원영(李源瑛), 관훈동 66번지에 사는 이원종(李源琮)을 선임하고, 대륙상공주식회사는 취체역인 그를 11월 27일 대표취체역에 선임하였다. 1939년 3월 1일 히카리택시 주식회사의 이사 지배인이 되었다.
1939년 3월 1일 강화양조의 주식 200원을 소지, 대주주의 한 사람이자 그날 대표이사로 선출되었다. 3월 1일 주식회사 히카리모터스의 이사가 되었다. 3월 23일 주식회사 히카리모터스(株式會社ヒカリモータース)의 대표취체역 이천응, 취체역 이원용, 이원영을 중임하고, 7월 3일 감사역으로 소완규(蘇完圭)를 중임시켰다.
1939년 3월 1일 당시 강화양조의 대주주의 한 사람이었다. 당시 그의 6촌 이원찬은 500원, 누이 이정원은 370원, 매부 이천응, 이원용, 이명규는 각각 200원의 주식을 보유했다. 1939년 6월 30일 당일자로 임기 만료된 강화양조주식회사 임원을 개선할 때, 취체역 이원용, 이천응, 이정원, 감사 이명규 등을 중임시켰다. 이는 6월 26일 등기로 이원영(李源瑛)이 경성지방법원 강화출장소에 신고하였다. 6월 30일 대광산업주식회사(大光產業株式會社)의 취체역 석춘홍(石春洪), 최병호(崔秉鎬), 감사 안상훈(安商訓)이 사퇴하자 8월 15일 대표취체역 이천응(李天應)을 선임하고, 취체역 이두용(李斗鎔), 감사 김상운(金商運)은 중임, 훈정동 118번지에 살던 이원용, 명륜동 27번지 1정목에 살던 신현구(申鉉九)는 감사에 선임했다.

### 생애 후반
1941년 9월 28일 인천조선주판매주식회사(仁川朝鮮酒販賣株式會社) 감사역 김춘원(金春元), 9월 30일 박용돈(朴容敦)이 사퇴하자, 9월 30일 인천조선주에서는 산외동 19번지에 살던 이원용(李源用), 김진갑)金晉甲)을 새 감사역으로 선임하였다. 3월 25일 대륙상공주식회사(大陸商工株式會社)에서 이원용(李源用), 이천응(李天應), 이정원(李貞媛) 등을 중역으로 중임시켰다.
창씨개명령이 시행되 창씨개명을 하지 않던 그는 1940년 7월 30일부로 하타니(羽谷源平)로 창씨개명하였다. 8월 1일 이천응(李天應)은 야마구치 텐응(山本天應), 이정원(李貞媛)은 야마구치 히온(山本貞媛), 8월 10일 이원영(李源瑛)은 하나티 겐에이(羽溪源瑛)로 각각 개명하고 1942년 6월 22일 다시 강화양조주식회사의 인허가 등기를 경성지방법원 강화출장소에 제출했다.
1941년 5월 16일에는 조선신보사 강화지국 축하 광고를 江華釀造株式會社 羽谷源平의 명의로 게재했다.
1941년 11월 7일 강화양조의 대표이사로 재선임되었다. 같은 날 히카리모터스의 이사로 재선임되었다.
1942년 9월 1일 인천부 용강정 23-3에 있던 주류회사 인천조선주판매 (주)(仁川朝鮮酒販賣(株)의 감사로 위촉되었다. 1942년 9월 1일 대광산업(주)의 이사로 선임되었다. 1942년 9월 1일 강화양조의 대표이사로 재선임되었다.
사망 시점에 대해서는 이견이 있다. 조선총독부 관보 1944년 12월 4일자에 의하면 1944년 10월 25일 조선초탄판매가공주식회사(朝鮮草炭販賣加工株式會社)의 취체역인데 사망했다(朝鮮草炭販賣加工株式會社變更, 取締役羽谷源平 昭和十九年十月二十五日死亡ス)며 취체역 변경 신고를 냈다. 그런데 1944년 12월 12일자에는 1944년 10월 19일자로 강화양조주식회사 취체역 겸 대표취체역 우곡원평이 사망하여 10월 20일자로 야마구치 젠요(山本貞媛)를 취체역, 대표취체역으로 선임했다는 기사가 등장한다.

### 사후
이후 1959년 3월 당시 강화양조의 소유권은 그의 누이 이정원(李貞媛)이 소유하고 있었다.

## 기타
그와 같은 시대에 왕족 출신 문신으로 음직으로 관직에 오른 이원용, 1904년생 영화배우이자 영화제작자 이원용도 있었다.
1943년 3월 5일의 수원여자고등학교 합격자 명단에 羽谷炳順이 등장한다. 羽谷炳順은 그의 일족으로 추정되나 그와 정확히 몇촌간인지는 알 수 없다.

## 참고 자료
- 조선총독부및소속관서직원록 1911년
- 조선총독부및소속관서직원록 1912년
- 조선총독부및소속관서직원록 1913년
- 조선총독부및소속관서직원록 1914년
- 조선총독부및소속관서직원록 1915년
- 조선총독부및소속관서직원록 1916년
- 조선총독부및소속관서직원록 1917년
- 조선총독부및소속관서직원록 1918년
- 조선총독부및소속관서직원록 1919년
- 조선총독부및소속관서직원록 1923년
- 조선총독부및소속관서직원록 1924년